# Plate count agar

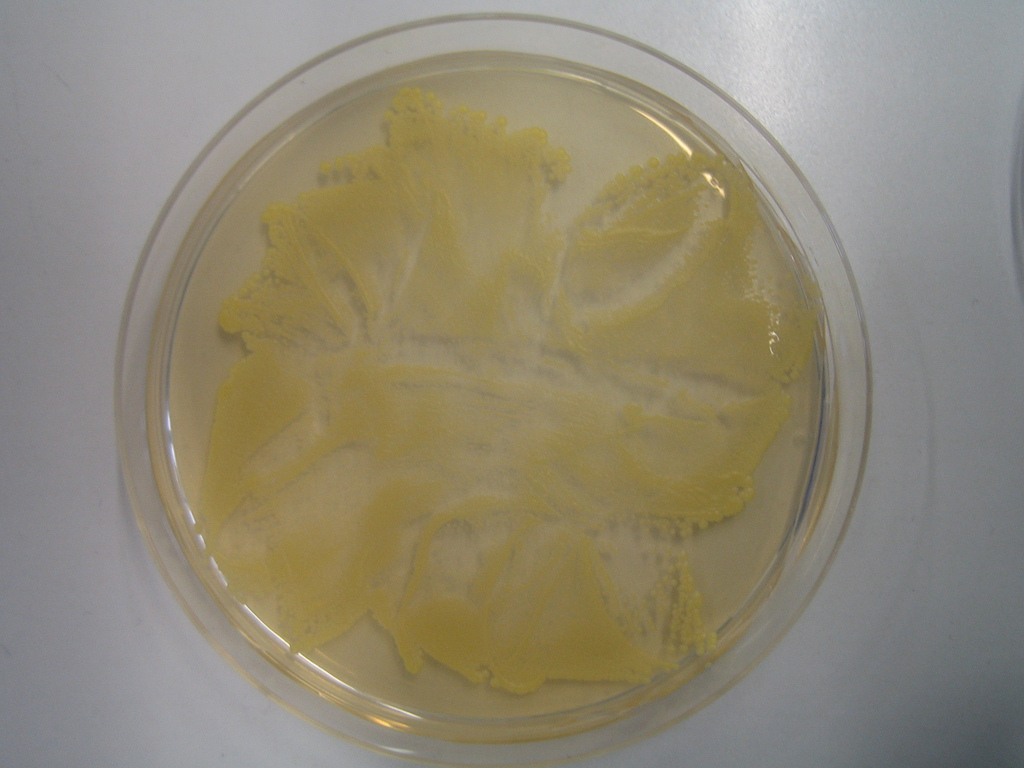
Coltura di Staphylococcus aureus su terreno plate count agar

Il plate count agar (PCA), è un terreno di coltura generico utilizzato in microbiologia.
Dal momento che non è un terreno selettivo, viene impiegato per contare la carica batterica totale (CBT) di qualunque campione.

## Preparazione
Il PCA viene preparato sciogliendo in 1 litro di acqua demineralizzata:
- 2,5 g di estratto di lievito;
- 5 g di triptone (digerito pancreatico di caseina);
- 1 g di destrosio;
- 15 g di agar-agar.

Il pH del terreno è intorno a 7,0.